# Mirror of Retribution
Mirror of Retribution — пятый студийный альбом тайваньской симфоник-блэк-метал-группы Chthonic, выпущенный 10 августа 2009 года в Европе и 1 сентября 2009 года в США. Альбом, как и предыдущие, основан на концепциях исторических фактов и содержит ссылки на инцидент 228. Начиная с этого альбома, группа начала использовать новый логотип и сценический образ. Продюсером альбома выступил Роберт Каджано из Anthrax.

## Отзывы критиков
| Оценки критиков | Оценки критиков |
| Источник        | Оценка          |
| --------------- | --------------- |
| AllMusic        | [ 2 ]           |
| Metal.de        | [ 3 ]           |

Грег Прато из AllMusic оценил альбом на 3.5 звезды из 5 и сказал, что альбом является самым сильным в дискографии Chtonic.

## Список композиций
| №   | Название                                      | Длительность |
| --- | --------------------------------------------- | ------------ |
| 1.  | «Autoscopy (Intro)»                           | 1:57         |
| 2.  | «Blooming Blades»                             | 4:41         |
| 3.  | «Hearts Condemned»                            | 4:31         |
| 4.  | «Venom in My Veins»                           | 3:02         |
| 5.  | «The Aroused»                                 | 5:07         |
| 6.  | «Sing-Ling Temple»                            | 4:07         |
| 7.  | «1947»                                        | 4:18         |
| 8.  | «Forty-Nine Theurgy Chains»                   | 3:36         |
| 9.  | «Rise of the Shadows»                         | 4:09         |
| 10. | «Bloody Waves of Sorrow»                      | 4:49         |
| 11. | «Spell of Setting Sun: Mirror of Retribution» | 5:56         |

| №   | Название           | Длительность |
| --- | ------------------ | ------------ |
| 11. | «Unlimited Taiwan» | 4:43         |

## Участники записи
- Фредди Лим — вокал, эрху
- Jesse Liu — гитара
- Dani Wang — ударные
- Doris Yeh — бас-гитара
- CJ — пианино, синтезатор